# 杉内由美子
杉内 由美子（すぎうち ゆみこ、1969年 - ）は、日本の警察官僚。

## 経歴
1969年、埼玉県さいたま市出身。1993年、東京大学農学部を卒業し警察庁に入庁。静岡県警察本部交通部交通規制課長、警視庁交通部都市交通対策課管理官、国家公安委員会会務官付補佐官、警察庁長官官房総務課課長補佐、警察庁交通局交通指導課理事官、警察庁生活安全局少年課児童ポルノ対策官を歴任。
愛媛県警察本部警務部長、大阪府警察初の女性部長として大阪府警察本部生活安全部長（この時、警視長昇任）、経済産業省製造産業局化学兵器・麻薬原料等規制対策室長、埼玉県警察本部警務部長などを経て、警察庁生活安全局生活経済対策管理官。
2019年8月20日、佐賀県警察本部長。同県警はもとより、九州の警察でも初の女性本部長。
2020年、福岡県太宰府市の女性暴行死事件で、佐賀県警が事件前に女性の家族から相談を受けながら事件化しなかった問題について、定例会見では、「被害者の女性にただちに危害が及ぶと認められなかった。結果として被害者の女性が亡くなられたことは大変重く受け止めている。本件を今後の教訓としたい」と触れるだけだったが、一週間後の報道取材への返答では(相談の)「申し出に対し、より丁寧な対応を心がけていきたいと考えている」と付け加えた。
2021年2月24日付けで、「体調不良により業務に支障があると認められたため」として警察庁長官官房付に異動。同年8月6日、警察庁交通局交通企画課交通総合研究官。
2022年9月2日、警察大学校交通教養部長。2024年11月25日、警察共済組合本部事務局長。